# Parlement van de Franse Gemeenschap (samenstelling 1995-1999)
Dit is een lijst van leden van het Parlement van de Franse Gemeenschap van de legislatuur 1995-1999. Het Parlement van de Franse Gemeenschap telt normaal 94 leden. Deze leden zijn de 75 leden van het Waals Parlement, verkozen bij de Waalse verkiezingen van 21 mei 1995, en 19 leden die deel uitmaken van de Franse taalgroep van het Brussels Hoofdstedelijk Parlement. Deze 19 leden raakten verkozen bij de Brusselse gewestverkiezingen van 21 mei 1995. De legislatuur ging van start op 13 juni 1995 en eindigde op 5 mei 1999. Van 1995 tot 1996 telde het Parlement van het Franse Gemeenschap evenwel slechts 93 leden, omdat het Duitstalige Waals Parlementslid Alfred Evers niet erkend werd als lid van deze assemblee en pas in 1996 werd opgevolgd door André Damseaux.
Tijdens deze legislatuur is de regering-Onkelinx II in functie, die steunt op een meerderheid van PS en PSC. De oppositiepartijen zijn dus PRL-FDF, Ecolo en FN.

## Samenstelling
| Begin legislatuur (1995) | Begin legislatuur (1995) | Begin legislatuur (1995) | Einde legislatuur (1999) | Einde legislatuur (1999) | Einde legislatuur (1999) |
| Fractie                  | Fractie                  | Zetels                   | Fractie                  | Fractie                  | Zetels                   |
| ------------------------ | ------------------------ | ------------------------ | ------------------------ | ------------------------ | ------------------------ |
|                          | PS                       | 35                       |                          | PS                       | 35                       |
|                          | PRL-FDF                  | 27                       |                          | PRL-FDF                  | 28                       |
|                          | PSC                      | 18                       |                          | PSC                      | 18                       |
|                          | Ecolo                    | 10                       |                          | Ecolo                    | 10                       |
|                          | Front National           | 3                        |                          | Front National           | 1                        |
|                          |                          |                          |                          | PCN                      | 1                        |
|                          |                          |                          |                          | Onafhankelijk            | 1                        |

Wijzigingen in fractiesamenstelling:
- In 1996 krijgt de PRL-FDF-fractie er een lid bij. André Damseaux wordt lid van het Parlement van de Franse Gemeenschap in opvolging van de Duitstalige Alfred Evers, die niet erkend werd als lid van het Parlement van de Franse Gemeenschap.
- In 1996 verlaat Jacques Hubert de FN-fractie. Hij treedt toe tot de PCN en wordt het enige lid van de PCN-fractie.
- In 1997 verlaat Philippe Rozenberg de FN-fractie. Hij zetelt vanaf dan als onafhankelijke.

## Lijst van de parlementsleden
| Volksvertegenwoordiger         | Kieskring                | Fractie | Opmerkingen |
| ------------------------------ | ------------------------ | ------- | --- |
| Maurice Bayenet                | Doornik-Aat-Moeskroen    | PS      | |
| Yvon Biefnot                   | Bergen                   | PS      | Ondervoorzitter van 21 juni 1995 tot 13 maart 1997. |
| Maurice Bodson                 | Zinnik                   | PS      | Vervangt vanaf 4 augustus 1995 Willy Taminiaux, die minister in de Waalse Regering wordt.                                                                                          |
| Willy Burgeon                  | Thuin                    | PS      | |
| Jacques Chabot                 | Hoei-Borgworm            | PS      | Vervangt vanaf 19 mei 1998 Henri Mouton, die op pensioen gaat. |
| Michel Deffet                  | Luik                     | PS      | Vervangt vanaf 4 augustus 1995 Jean-Maurice Dehousse, die voltijds burgemeester van Luik wordt.                                                                                    |
| Freddy Deghilage               | Bergen                   | PS      | |
| Maurice Dehu                   | Nijvel                   | PS      | |
| Nicole Docq                    | Namen                    | PS      | Vervangt vanaf 8 november 1995 de overleden Gérard Jaumain. Jaumain zelf verving van 4 augustus tot 24 september 1995 minister in de Waalse Regering Bernard Anselme.              |
| Didier Donfut                  | Bergen                   | PS      | |
| Christian Dupont               | Charleroi                | PS      | |
| Paul Ficheroulle               | Charleroi                | PS      | Vervangt vanaf 4 augustus 1995 Jean-Claude Van Cauwenberghe, die minister in de Waalse Regering wordt.                                                                             |
| Gil Gilles                     | Namen                    | PS      | Voorzitter van de commissie Internationale Betrekkingen. |
| Gustave Hofman                 | Luik                     | PS      | |
| Jean-François Istasse          | Verviers                 | PS      | Vervangt vanaf 3 juli 1995 Yvan Ylieff, die minister in de Federale regering wordt.                                                                                                |
| Jean-Marie Léonard             | Luik                     | PS      | Voorzitter van de PS-fractie van 3 juli 1995 tot 15 april 1997 en ondervoorzitter vanaf 15 april 1997.                                                                             |
| Léon Malisoux                  | Namen                    | PS      | |
| Christian Massy                | Doornik-Aat-Moeskroen    | PS      | |
| Guy Mathot                     | Luik                     | PS      | |
| Marc Melin                     | Hoei-Borgworm            | PS      | Vervangt vanaf 4 augustus 1995 Robert Collignon, die minister in de Waalse Regering wordt.                                                                                         |
| Jean Namotte                   | Luik                     | PS      | |
| Jean-Pierre Perdieu            | Doornik-Aat-Moeskroen    | PS      | Ondervoorzitter. |
| Francis Poty                   | Charleroi                | PS      | Voorzitter van de commissie Hoger Onderwijs en Wetenschappelijk Onderzoek. |
| Anne-Marie Salmon-Verbayst     | Charleroi                | PS      | |
| Jacques Santkin                | Aarlen-Marche-Bastenaken | PS      | Voorzitter van de PS-fractie vanaf 15 april 1997. |
| Guy Spitaels                   | Doornik-Aat-Moeskroen    | PS      | |
| Micheline Toussaint-Richardeau | Hoei-Borgworm            | PS      | |
| Jean-Paul Vancrombruggen       | Zinnik                   | PS      | |
| Léon Walry                     | Nijvel                   | PS      | |
| Maggy Yerna                    | Luik                     | PS      | |
| Sylvie Foucart                 | Brussel                  | PS      | Vervangt vanaf 4 augustus 1995 Charles Picqué, die minister in de Brusselse Hoofdstedelijke Regering wordt.                                                                        |
| Eric Tomas                     | Brussel                  | PS      | |
| Robert Hotyat                  | Brussel                  | PS      | |
| Sfia Bouarfa                   | Brussel                  | PS      | Secretaris vanaf 27 mei 1997. |
| Françoise Dupuis               | Brussel                  | PS      | Secretaris tot 27 mei 1997 en voorzitter van de commissie Financiën, Begroting, Algemene Zaken, Organisatie van het Parlement, Reglement en Comptabiliteit.                        |
| Chantal Bertouille             | Doornik-Aat-Moeskroen    | PRL     | Voorzitter van de commissie Gezondheid, Sociale Zaken, Sport en Jeugdhulp. |
| Olivier Chastel                | Charleroi                | PRL     | Vervangt vanaf 25 november 1998 Etienne Knoops, die uit de nationale politiek stapt. Knoops was secretaris tot 20 oktober 1998.                                                    |
| Jean-Pierre Dardenne           | Aarlen-Marche-Bastenaken | PRL     | Vervangt vanaf 13 juni 1995 Jean Bock, die lid wordt van de Belgische Senaat. |
| Arnaud Decléty                 | Doornik-Aat-Moeskroen    | PRL     | |
| Daniel Ducarme                 | Thuin                    | PRL     | Voorzitter van de PRL-FDF-fractie. |
| André Damseaux                 | Verviers                 | PRL     | Vervangt vanaf 30 april 1996 Alfred Evers, die als Duitstalige niet erkend werd als lid van het Parlement van de Franse Gemeenschap. Damseaux is secretaris vanaf 20 oktober 1998. |
| Michel Foret                   | Luik                     | PRL     | |
| Pierre Hazette                 | Hoei-Borgworm            | PRL     | Ondervoorzitter. |
| Raymond Hinnekens              | Bergen                   | PRL     | |
| Joseph Houssa                  | Verviers                 | PRL     | |
| Serge Kubla                    | Nijvel                   | PRL     | |
| Gérard Mathieu                 | Neufchâteau-Virton       | PRL     | |
| Marcel Neven                   | Luik                     | PRL     | |
| Guy Pierard                    | Zinnik                   | PRL     | |
| Guy Saulmont                   | Dinant-Philippeville     | PRL     | |
| Annie Servais-Thysen           | Luik                     | PRL     | Vervangt vanaf 8 november 1995 Philippe Monfils, die lid wordt van het Europees Parlement.                                                                                         |
| Jean-Marie Severin             | Namen                    | PRL     | |
| Jean-Paul Wahl                 | Nijvel                   | PRL     | Voorzitter van de commissie Cultuur, Audiovisuele Media en Bioscopen. |
| Raymond Willems                | Nijvel                   | PRL     | Vervangt vanaf 16 januari 1997 Charles Aubecq, die voltijds burgemeester van Nijvel wordt.                                                                                         |
| Armand De Decker               | Brussel                  | PRL     | |
| Françoise Carton de Wiart      | Brussel                  | FDF     | Vervangt vanaf 12 maart 1996 Didier Gosuin (FDF), die voltijds minister in de Brusselse Hoofdstedelijke Regering wordt. FDF vormt een alliantie met PRL.                           |
| Hervé Hasquin                  | Brussel                  | PRL     | |
| Didier Van Eyll                | Brussel                  | FDF     | Secretaris. |
| Marie-Laure Stengers           | Brussel                  | PRL     | |
| Martine Payfa                  | Brussel                  | FDF     | |
| Caroline Persoons              | Brussel                  | FDF     | Vervangt vanaf 19 juli 1995 Bernard Clerfayt (FDF), die voltijds lid van het Brussels Hoofdstedelijk Parlement wordt.                                                              |
| Willem Draps                   | Brussel                  | PRL     | |
| Eric André                     | Brussel                  | PRL     | |
| André Antoine                  | Nijvel                   | PSC     | Voorzitter van de PSC-fractie vanaf 21 juni 1995. |
| Michel Barbeaux                | Dinant-Philippeville     | PSC     | Vervangt vanaf 4 augustus 1995 Michel Lebrun, die minister in de Waalse Regering wordt.                                                                                            |
| André Bouchat                  | Aarlen-Marche-Bastenaken | PSC     | Vervangt vanaf 4 augustus 1995 Guy Lutgen, die minister in de Waalse Regering wordt.                                                                                               |
| Philippe Charlier              | Charleroi                | PSC     | |
| Dominique Cogels-Le Grelle     | Bergen                   | PSC     | |
| Anne-Marie Corbisier-Hagon     | Charleroi                | PSC     | Parlementsvoorzitter en voorzitter van de commissie Onderwijs. |
| Jacques Étienne                | Namen                    | PSC     | |
| Jean-Pierre Grafé              | Luik                     | PSC     | Werd van 4 augustus 1995 tot 11 december 1996 als minister in de Waalse Regering vervangen door Anne-Michèle Hannon.                                                               |
| Ghislain Hiance                | Luik                     | PSC     | |
| Guy Hollogne                   | Zinnik                   | PSC     | |
| Albert Liénard                 | Bergen                   | PSC     | |
| Pierre Scharff                 | Neufchâteau-Virton       | PSC     | |
| Georges Sénéca                 | Doornik-Aat-Moeskroen    | PSC     | Secretaris. |
| Cyrille Tahay                  | Luik                     | PSC     | |
| René Thissen                   | Verviers                 | PSC     | |
| Pierre Wintgens                | Verviers                 | PSC     | |
| Dominique Harmel               | Brussel                  | PSC     | |
| Magdeleine Willame-Boonen      | Brussel                  | PSC     | |
| Bernard Baille                 | Thuin                    | Ecolo   | |
| Marcel Cheron                  | Nijvel                   | Ecolo   | Voorzitter van de Ecolo-fractie. |
| José Daras                     | Luik                     | Ecolo   | |
| Xavier Desgain                 | Charleroi                | Ecolo   | |
| Daniel Marchant                | Namen                    | Ecolo   | |
| Nicole Maréchal                | Luik                     | Ecolo   | Secretaris. |
| Daniel Smeets                  | Verviers                 | Ecolo   | |
| Jean-Paul Snappe               | Doornik-Aat-Moeskroen    | Ecolo   | |
| Marie Nagy                     | Brussel                  | Ecolo   | |
| André Drouart                  | Brussel                  | Ecolo   | |
| Jacques Hubert                 | Charleroi                | FN      | Zetelt vanaf 30 april 1996 in de PCN-fractie. |
| Alain Sadaune                  | Charleroi                | FN      | |
| Philippe Rozenberg             | Brussel                  | FN      | Zetelt vanaf 21 oktober 1997 als onafhankelijke. |